# Oecophylla leakeyi
Oecophylla leakeyi é uma espécie de formiga do gênero Oecophylla, pertencente à subfamília Formicinae.